# ديفيد فروست (دبلوماسي)
ديفيد فروست (بالإنجليزية: David Frost)‏ هو دبلوماسي بريطاني، ولد في 21 فبراير 1965.